# 김원일 (권투 선수)
김원일(1982년 1월 3일 ~)은 2002년 아시안 게임 남자 밴텀급 금메달을 획득한 대한민국의 권투 선수이다.
2002년 결승전에서 압두살롬 카사노프와 벡조드 키디로프를 이겼다.
2004년 하계 올림픽에서 최종 태국 준우승자 워라포이 페치쿰에게 첫 경기에서 패했다.
2005년 세계 선수권 대회에서 그는 페더급 부문에 출전했지만 드미트로 불렌코프(우크라이나)에게 첫 시합에서 패했다.